# Oxalis blastorhiza
Oxalis blastorhiza är en harsyreväxtart som beskrevs av Salter. Oxalis blastorhiza ingår i släktet oxalisar, och familjen harsyreväxter. Inga underarter finns listade i Catalogue of Life.